# سیمی‌تپه‌سی
سیمی تپه سی مربوط به دوره اشکانیان است و در شهرستان گرمی، بخش مرکزی، دهستان اجارود مرکزی، روستای حس کندی واقع شده و این اثر در تاریخ ۱۲ شهریور ۱۳۸۶ با شمارهٔ ثبت ۱۹۴۱۹ به‌عنوان یکی از آثار ملی ایران به ثبت رسیده است.